# Rubén Soria
Rubén Soria, né le 23 janvier 1935 en Uruguay, est un joueur de football international uruguayen, qui évoluait au poste de défenseur.

## Biographie

### Carrière en sélection
Avec l'équipe d'Uruguay, il joue cinq matchs (pour aucun but inscrit) entre 1958 et 1964.
Il figure dans le groupe des sélectionnés lors de la Coupe du monde de 1962. Lors du mondial organisé au Chili, il ne joue aucun match.